# Казанова-Лерроне
Казанова-Лерроне (італ. Casanova Lerrone, ліг. Casaneuva) — муніципалітет в Італії, у регіоні Лігурія, провінція Савона.
Казанова-Лерроне розташована на відстані близько 440 км на північний захід від Рима, 85 км на південний захід від Генуї, 50 км на південний захід від Савони.
Населення — 736 осіб (2014).

## Географія
Муніципалітет розташований вздовж лівого берега невеликої річки Лерроне довжиною 15 км.

## Демографія
Населення за роками:

Станом на 1 січня 2023 року в муніципалітеті офіційно проживало 106 іноземців з 19 країн, серед них 44 громадяни країн Євросоюзу та 7 громадян України.

## Сусідні муніципалітети
- Боргетто-д'Аррошія
- Чезіо
- Гарленда
- Онцо
- Ортоверо
- Ранцо
- Стелланелло
- Тестіко
- Вессаліко
- Вілланова-д'Альбенга